# Halbmarathon-Weltmeisterschaften 1992
Die Halbmarathon-Weltmeisterschaften 1992 wurden am 20. September 1992 im Rahmen des Great North Runs ausgetragen. Es war die Premiere der offiziell als IAAF World Half Marathon Championships bezeichneten Wettkämpfe, die seitdem im jährlichen Turnus, ab 2010 im zweijährlichen Turnus, stattfinden.
Während die Teamwertung, für die Ergebnisse der jeweils besten drei Läufer bzw. Läuferinnen eines Landes addiert werden, auch heute Teil der Veranstaltung ist, fand das Rennen der männlichen Junioren nur in den ersten beiden Jahren statt.
Die Strecke war ein Punkt-zu-Punkt-Kurs zwischen den Städten Newcastle upon Tyne und South Shields mit einem Netto-Gefälle von 30,5 Höhenmetern.

## Ergebnisse

### Einzelwertung Männer
| Platz | Athlet               | Land | Zeit (h) |
| ----- | -------------------- | ---- | -------- |
| 1     | Benson Masya         | KEN  | 1:00:24  |
| 2     | Antonio Fabián Silio | ARG  | 1:00:40  |
| 3     | Boay Akonay          | TAN  | 1:00:45  |
| 4     | Lameck Aguta         | KEN  | 1:00:55  |
| 5     | Joseph Keino         | KEN  | 1:01:06  |
| 6     | Dave Lewis           | GBR  | 1:01:17  |
| 7     | Artur Castro         | BRA  | 1:01:18  |
| 8     | Alejandro Gómez      | ESP  | 1:01:20  |

Teilnehmer aus Deutschland: Steffen Dittmann (Platz 44, 1:03:34), Kurt Stenzel (Platz 56, 1:04:24), Axel Kripschock (Platz 66, 1:04:45), Rainer Wachenbrunner (Platz 76, 1:05:24)

### Teamwertung Männer
| Platz | Land und Athleten                                                           | Zeit (h)                        |
| ----- | --------------------------------------------------------------------------- | ------------------------------- |
| 1     | Kenia Benson Masya (1.) Lameck Aguta (4.) Joseph Keino (5.)                 | 3:02:25 1:00:24 1:00:55 1:01:06 |
| 2     | Vereinigtes Königreich Dave Lewis (6.) Paul Evans (10.) Carl Thackery (16.) | 3:04:54 1:01:17 1:01:38 1:01:59 |
| 3     | Brasilien Artur Castro (7.) Ronaldo da Costa (20.) Delmir dos Santos (24.)  | 3:05:56 1:01:18 1:02:10 1:02:28 |

Die deutsche Mannschaft belegte den 13. Platz.

### Einzelwertung Frauen
| Platz | Athletin          | Land | Zeit (h) |
| ----- | ----------------- | ---- | -------- |
| 1     | Liz McColgan      | GBR  | 1:08:53  |
| 2     | Megumi Fujiwara   | JPN  | 1:09:21  |
| 3     | Rosanna Munerotto | ITA  | 1:09:38  |
| 4     | Anuța Cătună      | ROU  | 1:10:25  |
| 5     | Miyoko Asahina    | JPN  | 1:10:27  |
| 6     | Fatuma Roba       | ETH  | 1:10:28  |
| 7     | Eriko Asai        | JPN  | 1:10:51  |
| 8     | Birgit Jerschabek | GER  | 1:10:53  |

Weitere Teilnehmerinnen aus Deutschland: Kerstin Preßler (Platz 34, 1:13:00), Gabriela Wolf (Platz 41, 1:13:28), Andrea Fleischer (Platz 59, 1:15:17). Teilnehmerinnen aus der Schweiz: Isabella Moretti (Platz 55, 1:14:25), Nelly Glauser (Platz 64, 1:15:58).

### Teamwertung Frauen
| Platz | Land und Athletinnen                                                             | Zeit (h)                        |
| ----- | -------------------------------------------------------------------------------- | ------------------------------- |
| 1     | Japan Megumi Fujiwara (2.) Miyoko Asahina (5.) Eriko Asai (7.)                   | 3:30:39 1:09:21 1:10:27 1:10:51 |
| 2     | Vereinigtes Königreich Liz McColgan (1.) Andrea Wallace (12.) Suzanne Rigg (31.) | 3:33:03 1:08:53 1:11:21 1:12:49 |
| 3     | Rumänien Anuța Cătună (4.) Iulia Negură (10.) Aurica Buia (19.)                  | 3:33:27 1:10:25 1:10:59 1:12:03 |

Die deutsche Mannschaft belegte den siebten Platz.

### Einzelwertung Junioren
| Platz | Athlet               | Land | Zeit (h) |
| ----- | -------------------- | ---- | -------- |
| 1     | Kassa Tadesse        | ETH  | 1:04:51  |
| 2     | Meck Mothuli         | RSA  | 1:05:01  |
| 3     | Francesco Ingargiola | ITA  | 1:05:18  |

Teilnehmer aus Deutschland: Dirk Berger (Platz 14, 1:09:18), Christoph Melcher (Platz 18, 1:10:41), Jan Diekow (Platz 20, 1:13:11), Dirk Schinkoreit (Platz 21, 1:13:51), Tobias Lindenmayer (Platz 23, 1:14:15)

### Teamwertung Junioren
| Platz | Land und Athleten                                                                | Zeit (h)                        |
| ----- | -------------------------------------------------------------------------------- | ------------------------------- |
| 1     | Italien Francesco Ingargiola (3.) Salvatore Orgiana (4.) Ottaviano Andriani (7.) | 3:17:39 1:05:18 1:05:40 1:06:41 |
| 2     | Äthiopien Kassa Tadesse (1.) Zeryihun Bekele (5.) Tesfaye Etecha (9.)            | 3:18:56 1:04:51 1:06:26 1:07:39 |
| 3     | Südafrika Meck Mothuli (2.) Isaac Radebe (6.) Enoch Skosana (11.)                | 3:20:04 1:05:01 1:06:36 1:08:27 |

Die deutsche Mannschaft belegte den vierten Platz.